# Abraham von Werdt

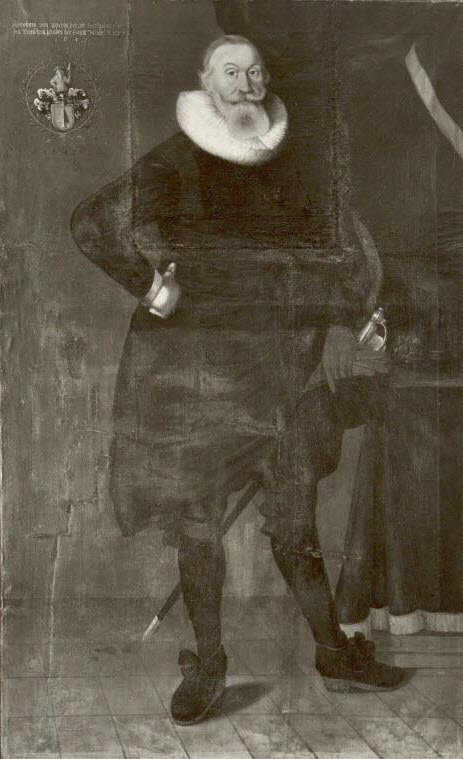
Abraham von Werdt, anonymes Bildnis (1647)

Abraham von Werdt (* 7. Februar 1594 in Bern; † 1671 ebenda) war ein Gerbermeister, Herr zu Toffen, Venner und Deutschseckelmeister der Stadt und Republik Bern.
Abraham von Werdt wurde als Sohn des Lienhard von Werdt und der Lucretia Tillier in Bern geboren. 1614 heiratete er Anna Knobloch und wurde damit Herr zu Toffen. In zweiter Ehe heiratete er 1627 Barbara Lyoth und in dritter Ehe Elisabeth Andreae, Tochter des pfälzischen Pastors Tobias Andreae, Enkelin des Bibelübersetzers Johannes Piscator. In vierter Ehe verheiratete er sich mit Johanna von Ernau, Witwe des Rudolf von Hallwyl. Von Werdt gelangte 1621 in den Grossen Rat der Stadt Bern, war 1629 und 1630 Ohmgeldner von Burgern, in den Jahren 1630 bis 1636 Landvogt zu Aarwangen und ab 1637 Mitglied des Kleinen Rats. Er amtete als Salzdirektor und ab 1644 als Venner zu Gerwern und in den Jahren 1646 bis 1653 und 1659 bis 1666 Deutschseckelmeister, von 1667 bis 1671 war er erneut Venner.
Durch seine erste Heirat wurde er Besitzer von Schloss Toffen, 1639 kaufte er das Schlössli Zimmerwald.